# Meik Kevin Minnerop
Meik Kevin Minnerop (Siegen, 17 gennaio 1990) è un pilota motociclistico tedesco.

## Carriera
Le prime presenze nelle gare internazionali di motociclismo avvengono in occasione del campionato Europeo Velocità del 2004 che Minnerop corre in classe 125 a bordo di una Honda e nel quale si piazza al 26º posto. Nel 2004 gareggia nella prova inaugurale del Mugello nel campionato italiano 125 come wild card senza punti classificandosi quattordicesimo con una Honda RS 125 R. Nel 2004 inoltre corre il campionato Europeo Velocità nella classe 125 conquistando dieci punti.
Nel 2006 è passato invece a gareggiare in classe 250, sempre a bordo di una Honda, arrivando al 31º posto nel CEV.
In quello stesso anno gli è stata offerta una wild card per prendere il via nel GP Germania del motomondiale, dove si è piazzato al 30º posto in qualifica e al 22º in gara, senza ottenere pertanto punti per la classifica mondiale.
Dal 2007 si è dedicato alle competizioni nazionali tedesche della categoria Supersport.

## Risultati nel motomondiale
| 2006 | Classe | Moto  |  |  |  |  |  |  |  |  |  |    |    |  |  |  |  |  |  | Punti | Pos. |
| ---- | ------ | ----- |  |  |  |  |  |  |  |  |  | -- | -- |  |  |  |  |  |  | ----- | ---- |
| 2006 | 250    | Honda |  |  |  |  |  |  |  |  |  | 22 | NE |  |  |  |  |  |  | 0     |      |

| Legenda | 1º posto        | 2º posto            | 3º posto            | A punti      | Senza punti        | Grassetto – Pole position Corsivo – Giro più veloce |
| Legenda | Gara non valida | Non qual./Non part. | Ritirato/Non class. | Squalificato | '-' Dato non disp. | Grassetto – Pole position Corsivo – Giro più veloce |